# Campionat del món de ciclisme en pista de 1900

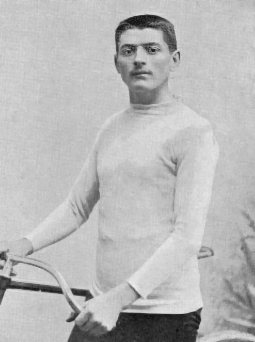
Fotografia del ciclista francès Constant Huret, guanyador de la prova darrera de motocicleta.

El Campionat Mundial de Ciclisme en Pista de 1900 es va celebrar a París (França) del 12 al 18 d'agost de 1900. La competició es van realitzar al Parc dels Prínceps. En total es va competir en 4 disciplines, 2 de professionals i 2 d'amateurs. A part, també es va córrer una cursa de tàndem però no es considera oficial.

## Resultats

### Professional
| Prova                | Or                        | Argent                        | Bronze                       |
| Velocitat individual | Edmond Jacquelin · França | Harrie Meyers · Països Baixos | Willy Arend · Imperi Alemany |
| Darrere moto         | Constant Huret · França   | Edouard-Henri Taylor · França | Émile Bouhours · França      |

#### Amateur
| Prova                | Or                              | Argent                         | Bronze                        |
| Velocitat individual | Alphonse Didier-Nauts · Bèlgica | John Henry Lake · Estats Units | Ferdinand Vasserot · França   |
| Darrere moto         | Louis Bastien · França          | Wilhelm Henie · Noruega        | Lloyd Hildebrand · Regne Unit |

## Medaller
| Pos. | País           | Or | Plata | Bronze | Total |
| 1    | França         | 3  | 1     | 3      | 7     |
| 2    | Bèlgica        | 1  | 0     | 0      | 1     |
| 3    | Estats Units   | 0  | 1     | 0      | 2     |
| -    | Països Baixos  | 0  | 1     | 0      | 2     |
| -    | Noruega        | 0  | 1     | 0      | 2     |
| 6    | Imperi Alemany | 0  | 0     | 1      | 2     |